# KNVB Schoolvoetbal
KNVB Schoolvoetbal is een populair voetbaltoernooi waaraan verschillende basisscholen deelnemen. Samen met gemeenten, stichtingen en voetbalverenigingen, tekent de KNVB voor de reglementen en ook voor een deel van de organisatie. Het toernooi wordt sinds 1907 georganiseerd, en is toegankelijk voor zowel jongens als meisjes tot 14 jaar.

## Opbouw KNVB Schoolvoetbal
Meestal organiseren gemeenten, stichtingen of voetbalverenigingen op lokaal niveau een voorronde voor teams van basisscholen. Het hangt af van het aantal basisscholen op lokaal niveau hoeveel voorrondes er worden gespeeld. Het ene team plaatst zich al na één voorronde voor de regiofinale, het andere moet wel vijf schiftingen doorstaan. Uiteindelijk stromen de beste teams door naar de regiofinales. De KNVB is vanaf de regiofinales verantwoordelijk voor de organisatie. De winnaars van die regiofinales gaan door naar de districtsfinales.
Deze districtfinales worden altijd aan het eind van het seizoen gespeeld, tijdens de KNVB Jeugdvoetbaldag in de zes districten. De winnaars van de districtsfinales - dat zijn zes elftallen en zes zeventallen - ontvangen een uitnodiging van de KNVB om in juni in Zeist aan te treden voor de landelijke finales KNVB Schoolvoetbal. Daar wordt gespeeld om de hoofdprijs, namelijk de titel van "Nationaal Schoolvoetbal kampioen".

## Georganiseerde competities
Bij het KNVB Schoolvoetbaltoernooi wordt er gebruikgemaakt van meerdere competities:
- voor jonge kinderen (groep 3 en 4)
- voor kinderen in groepen 5 en 6 die 6 tegen 6 spelen (bijna kwart veld)
- voor groepen 7 en 8 die 8 tegen 8 spelen (bijna half veld)

## Winnaars
| Seizoen | Groep             | Winnaar                        |
| ------- | ----------------- | ------------------------------ |
| 2024    | Groep 5/6 Gemengd | De Notenkraker (Amsterdam)     |
| 2024    | Groep 5/6 Meiden  | Het Palet (Alphen aan de Rijn) |
| 2024    | Groep 7/8 Gemengd | De Startbaan (Velden)          |
| 2024    | Groep 7/8 Meiden  | st. Vittus School (Bussum)     |

| Seizoen | Groep             | Winnaar                   |
| ------- | ----------------- | ------------------------- |
| 2025    | Groep 5/6 Gemengd | De Lichtboei (Emmeloord)  |
| 2025    | Groep 5/6 Meiden  | Bosbeek (Santpoort-Noord) |
| 2025    | Groep 7/8 Gemengd | De Startbaan (Velden)     |
| 2025    | Groep 7/8 Meiden  | De Oceaan (Assendelft)    |